# Балахна
Балахна́ — город (с 1536) в Нижегородской области России.
Административный центр Балахнинского района, в составе которого как город районного значения образует городское поселение город Балахна.

## География
Город расположен на правом берегу реки Волги, в Волго-Окском междуречье. С трех сторон город окружают леса, преимущественно лиственные. В окрестностях города имеется множество болот и озер-стариц Волги. Находится в 15 км от Нижнего Новгорода.

## История
В III—II тысячелетии до нашей эры на территории нынешней Нижегородской области жили племена балахнинской неолитической культуры, получившей название по наиболее типичной стоянке, раскопанной близ Балахны. В окрестностях Балахны такие стоянки найдены у посёлков Большое Козино и Малое Козино. Селились балахнинцы небольшими посёлками по 25—30 взрослых человек, причём селения располагались компактными группами. Балахнинцы были охотниками и рыболовами. Судя по найденным орудиям, они умели шлифовать, полировать, долбить и пилить камень, изготовлять глиняную посуду. Им было известно плетение из растительных волокон. Во второй половине II тысячелетия до нашей эры они научились выплавлять металл, знали мотыжное земледелие, занимались животноводством.
С XI века в междуречье Волги и Оки начинает распространяться влияние Руси. Во второй половине XII века появляется Городец, ставший центром Городецкого княжества. В начале XIII века основывается Нижний Новгород, будущий центр Нижегородско-Суздальского великого княжества. Можно предполагать, что ко времени присоединения нижегородских владений к Московскому государству (середина XV века) побережье Волги между Городцом и Нижним Новгородом было в достаточной мере освоено, хотя и подвергалось периодическому разорению со стороны Казанского ханства.
В 1401—1402 годах великий князь московский Василий Дмитриевич в обмен на Волок передаёт часть бывшего Городецкого удельного княжества серпуховскому князю Владимиру Андреевичу. В духовной того времени, оставленной Владимиром Андреевичем детям, упоминается: «А Соль на Городце дети мои князь Семён, князь Ярослав ведают с единого, а делят себе наполы, оприснь федоровские варницы, а иной не вступается никто в Городецкие варницы без повеленьиа детей моих». На основании данных фактов современные историки делают вывод, что уже в то время вблизи Городца существовал соляный промысел, отождествляя Соль-на-Городце с Балахной.
Однако название Балахна встречается в документах лишь в 1536 году. Этот год считается официально годом её основания. Город упоминается уже достаточно богатым и многолюдным, когда он пострадал от войск казанского хана Сафа-Гирея во время русско-казанской войны. После этого нападения была построена дерево-земляная Балахнинская крепость, просуществовавшая до 1730 года.

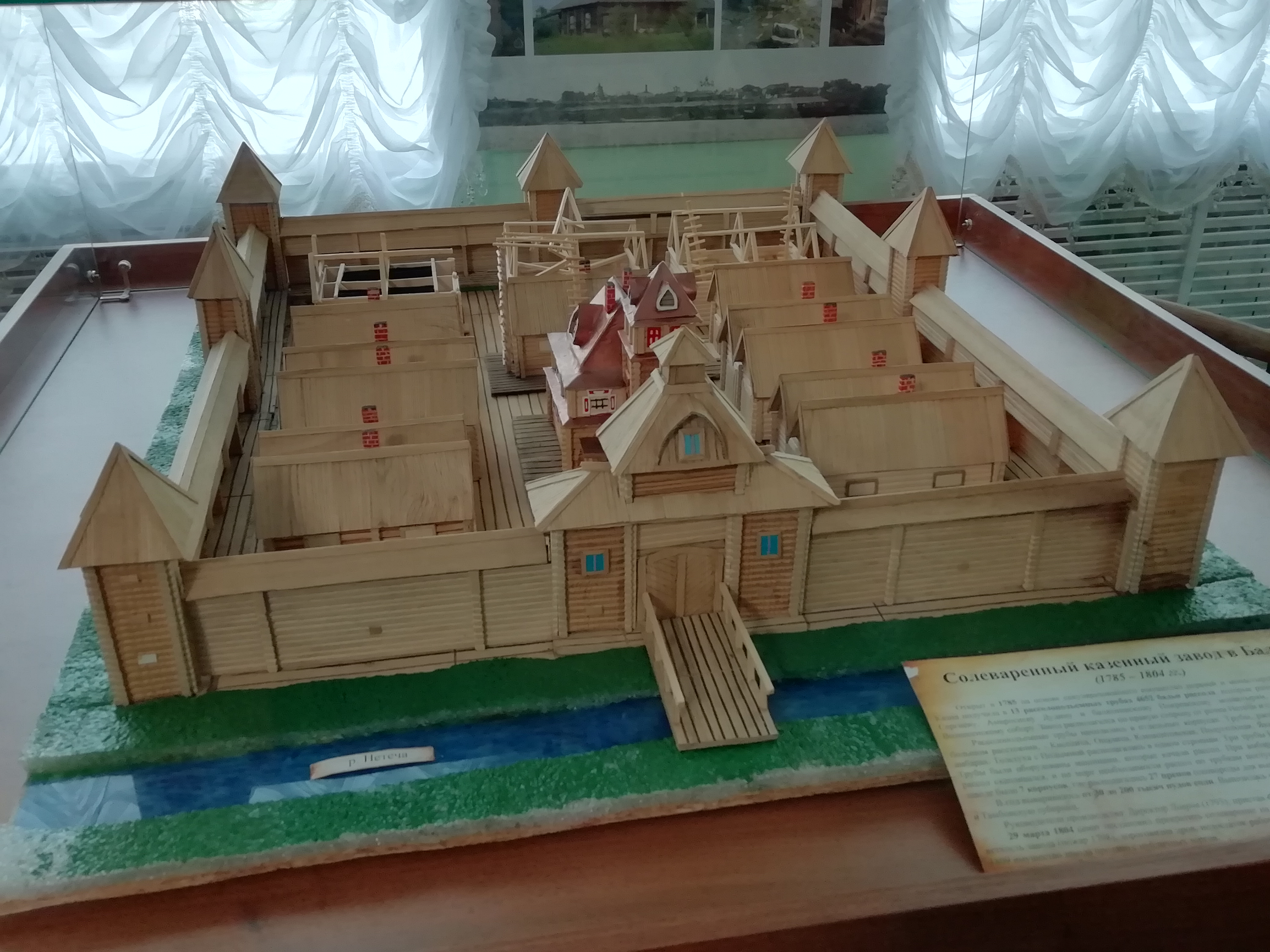
Балахнинский солеваренный завод (1785—1864). Макет в особняке А. А. Плотникова

В Средние века город являлся значительным центром соляной промышленности, административным центром Балахнинского уезда.
При Иване Грозном город в числе других был назначен царём себе в опричнину из-за развитого солеварения.
Во время Смуты балахнинский воевода поддержал Лжедмитрия II и совместно с арзамасским воеводой попытался взять остававшийся верным царю Василию Шуйскому Нижний Новгород. В ответ 2 декабря 1608 года нижегородское войско взяло Балахну штурмом, принудив жителей целовать крест Шуйскому. В 1610 году Балахна пострадала от казаков, многие храмы были разрушены. Балахна — предполагаемая родина Кузьмы Минина, организатора Нижегородского ополчения 1611—1612 годов. По пути из Нижнего Новгорода в Ярославль ополчение прошло через Балахну, собрав с жителей средства на организацию ополчения. Тем не менее в XVII веке Балахна оставалась центром солеварения. Балахнинские купцы Соколовы в XVII веке владели соляными промыслами как в самой Балахне, так и в Соликамском уезде.
В 1714 году Балахна вошла в состав Нижегородской губернии на правах уездного города Балахнинского уезда.
Предположительно в XVIII веке в Балахне и её окрестностях получил развитие народный художественный промысел по плетению кружев на коклюшках, который принёс славу местным мастерицам. В промысле были заняты тысячи женщин, а балахненские кружева шли на экспорт. Технология изготовления балахненского кружева была наиболее трудоёмкой из существующих в России.
В мае 1771 года Балахна подверглась нападению волжских разбойников во главе с атаманом Пугиным. Они выехали на двух лодках из реки Узола. Их было человек 30, у них была артиллерия. Главная их цель — пограбить дома владельца многих фабрик Осокина. В городе сгорело более 100 дворов, сгорел и архив Покровского монастыря, содержавший много древних актов и других рукописей. Многие балахнинцы после этого ушли из своего города. По выражению В. Г. Короленко, «в Балахне Осокины угасли».
По указу от 8 ноября 1812 года ополчению «было отпущено 10 тысяч рублей, артиллерии».
Все балахнинцы были сформированы в один пехотный полк, которым командовал полковник Яков Иванович Каратаев. Балахна вместе с уездом поставила 988 пеших ратников. Командование решило воинов Балахнинского уезда не разбивать, так как полки, сформированные из земляков, надёжнее. Балахнинские ратники вошли в состав Нижегородского ополчения. 49 конных балахнинцев влились в конный полк, который стоял в Арзамасе. Командиром эскадрона был назначен Павел Поддубенский с Низовской улицы Балахны.
В XVIII—XIX веках город являлся важным центром судостроения.

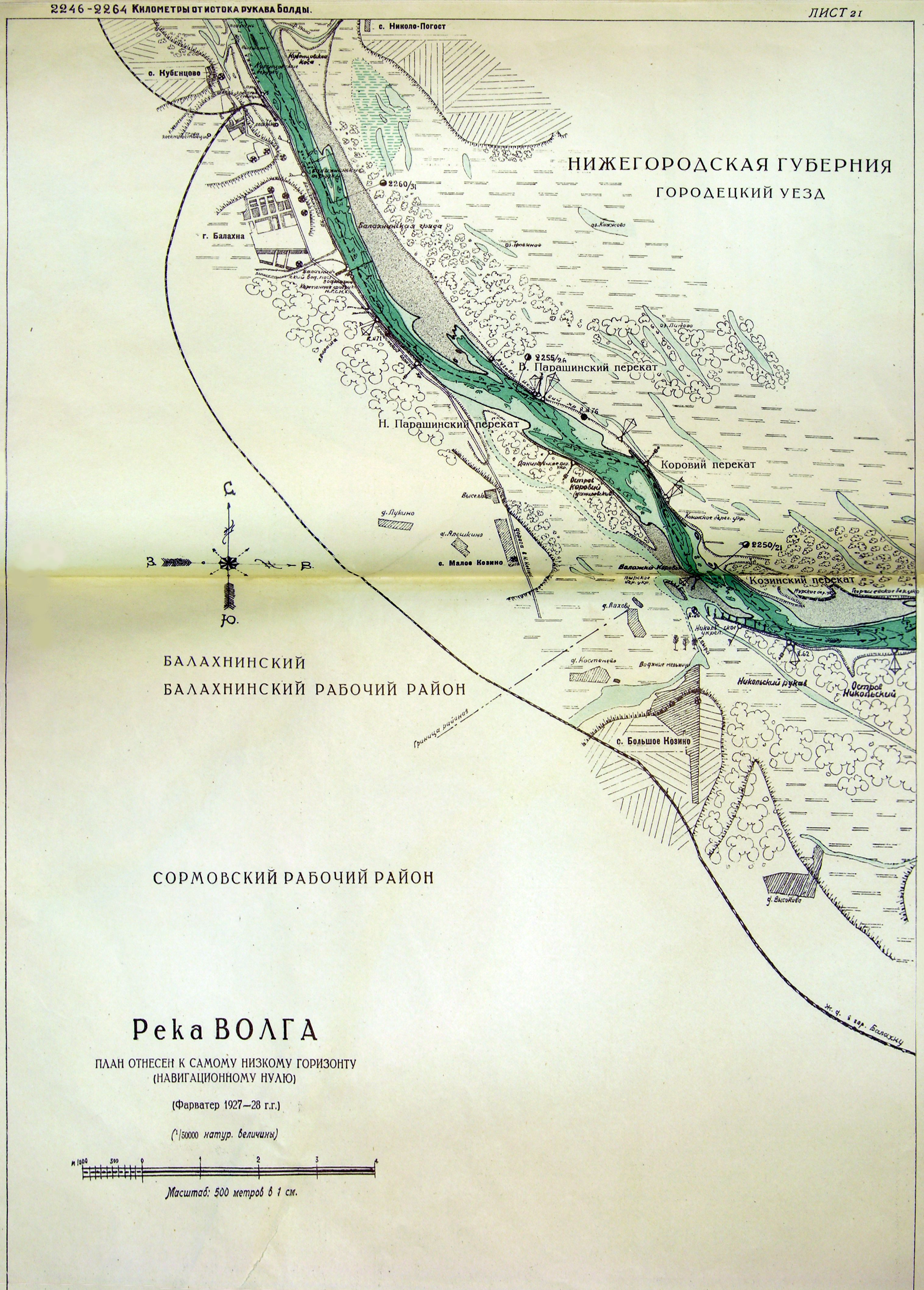
Карта Балахны и её окрестностей в 1929 году

В 1925 вступила в строй Нижегородская ГРЭС, работающая на торфе, в 1928 выдали первую продукцию целлюлозно-бумажный комбинат и картонажная фабрика.
1 февраля 1932 года ВЦИК постановил включить в городскую черту Балахны селение Кубинцево Балахнинского района.
В 1933 году открыта железная дорога Горький — Правдинск.

### Современность
В 1993 году в состав Балахны был включён рабочий посёлок Правдинск.
До 1998 года в городе находились станции Балахна-Сортировочная и Балахна-Пассажирская Балахнинско-шуйской сети узкоколейных железных дорог.

## Население
| 1856    | 1897    | 1913    | 1926    | 1931    | 1939    | 1959    | 1967    | 1970    | 1979    | 1989    | 1992    |
| ------- | ------- | ------- | ------- | ------- | ------- | ------- | ------- | ------- | ------- | ------- | ------- |
| 3600    | ↗5100   | ↗5800   | ↗7800   | ↗15 300 | ↗25 605 | ↗29 846 | ↗33 000 | ↗36 542 | ↘35 517 | ↘32 133 | ↘31 000 |
| 1996    | 1998    | 2000    | 2001    | 2002    | 2005    | 2006    | 2007    | 2008    | 2009    | 2010    | 2011    |
| ↗63 600 | ↘63 300 | ↘62 700 | ↘62 200 | ↘57 338 | ↘55 700 | ↘54 900 | ↘54 500 | ↘54 053 | ↘53 425 | ↘51 519 | ↘51 376 |
| 2012    | 2013    | 2014    | 2015    | 2016    | 2017    | 2018    | 2019    | 2020    | 2021    | 2023    | 2024    |
| ↘50 771 | ↘50 422 | ↘50 107 | ↘49 867 | ↘49 626 | ↘49 364 | ↘49 126 | ↘48 710 | ↘48 520 | ↗48 569 | ↘47 746 | ↘47 379 |
| 2025    |         |         |         |         |         |         |         |         |         |         |         |
| ↘46 915 |         |         |         |         |         |         |         |         |         |         |         |

Примечание. В 1993 году в состав Балахны вошёл рабочий посёлок Правдинск.
На 1 января 2025 года по численности населения город находился на 329-м месте из 1124 городов Российской Федерации.

## Экономика
Основные предприятия города:
- ООО ПКФ «Луидор» — официальный партнёр компаний «Мерседес-Бенц Рус» и «Фольксваген Груп Рус» по производству автобусов малого класса и спецтехники на базе автомобилей Mercedes Benz Sprinter и Volkswagen Crafter.

- Целлюлозно-бумажный комбинат «Волга».
- ОАО «Полиграфкартон» — производство полиграфического картона; — предприятие находится в упадке.
- завод полипропиленовой плёнки ООО «Биаксплен» (построен в 2005 на базе бывшего завода железобетонных изделий);
- НиГРЭС (Горьковская государственная районная электростанция); — некоторое время работала менее чем на 30 % мощности[источник не указан 2005 дней], в 2015 году вошла в состав АО «Волга»
- завод стеклотары ЗАО «Балахнинское стекло»;
- ООО «Узола» — производство электрощитового и пожарного оборудования;
- АО НПО «Правдинский радиозавод» (бывший ПЗРА «Правдинский завод радиорелейной аппаратуры»).

## Образование
В городе действуют 19 дошкольных образовательных учреждений.
В Балахне работают 9 общеобразовательных школ, в том числе специальная (коррекционная) школа-интернат. Действует Центр внешкольной работы, филиалы открыты в двух районах города. Дополнительное образование представлено двумя музыкальными школами, одной художественной школой и одной школой искусств.
Среднее профессиональное образование представлено в Балахнинском техническом техникуме, объединившим в себе Правдинский техникум целлюлозно-бумажной промышленности, ПТУ № 22 и ПТЛ № 32.
В городе открыт Балахнинский филиал Нижегородского государственного университета имени Лобачевского, в котором реализуются программы высшего и среднего профессионального образования.

## Транспорт

### Автомобильный транспорт
Через город проходят автомобильные дороги 22Р-0152 Нижний Новгород — Иваново и 22Н-0312 Балахна — Гидроторф.

### Железнодорожный транспорт
В городе расположены железнодорожные станции Балахна и Правдинск и остановочные платформы Канифольный и Ваняты, расположенные на электрифицированной тупиковой линии Нижний Новгород — о.п. 58 км (Заволжье-пассажирская). Осуществляется пассажирское движение электропоездов.

### Городской транспорт
Городской транспорт представлен автобусами, следующими по следующим маршрутам (по состоянию на март 2025 года):
| №   | Маршрут                                         | Примечание |
| --- | ----------------------------------------------- | --- |
| 2   | Автостанция — Второй посёлок (Гидроторф)        | ряд рейсов осуществляется с заездом в ЦКК                                                                              |
| 6   | ул. Олимпийская — завод Роскомтранс             | через ул. Синякова |
| 7   | ул. Олимпийская — ул. Загородная                | |
| 11  | Автостанция — ул. Волжский рейд                 | |
| 12  | Автостанция — завод Роскомтранс                 | через ул. Горшиха |
| 14  | Автостанция — Правдинск — Крюковка — Самойловка | ряд рейсов осуществляется от Правдинска и без заезда в Самойловку                                                      |
| 17  | ул. Олимпийская — завод Роскомтранс             | через ул. Горшиха |
| 57  | ул. Олимпийская — ПМК (Гидроторф)               | Часть рейсов осуществляется по маршрутам Автостанция — Рылово, Автостанция — ПМК (Гидроторф), Рылово — ПМК (Гидроторф) |
| 57А | ул. Олимпийская — Замятино                      | |

Движение пригородных и междугородных автобусов осуществляется от автостанции (за исключением автобуса № 106).

## Средства массовой информации и связь

### Средства массовой информации
В городе существуют следующие печатные и электронные издания:
- Газета «Рабочая Балахна»
- Газета «Заводской вестник» (ПРЗ)
- Время Волги — газета ЦБК «Волга».
- Городской портал Балахна. Ру

До 2008 года существовала местная радиостудия, выходившая в эфир под названием «Радио Балахны» совместно с Радио России на частоте 69,68 УКВ.
С 2007 года работает городская телестудия «Новое Телевидение Балахны», осуществляющая выпуск телепрограммы Вести Балахны". Новостные выпуски выходили в эфир на канале городского кабельного телевидения «Телемир», а также в эфирах телеканалов «Стрежень» и ННТВ. В 2018 году телестудия ликвидирована, функции переданы в Редакцию газеты «Рабочая Балахна», которая осуществляет выпуск видеоматериалов на своих платформах. Ранее существовала «Студия Детского Телевидения Дома Москвы», где молодые юнжуры освещают события родного города.

### Связь и интернет
На территории города действует «большая четвёрка» операторов мобильной связи: МТС, Билайн, Мегафон (в том числе торговая марка Yota) и Tele2 (Ростелеком).
Основными интернет-провайдерами в городе являются «Ростелеком-Волга», ОАО «ВымпелКом», Телемир, Юлайн.

## Памятники градостроительства и архитектуры

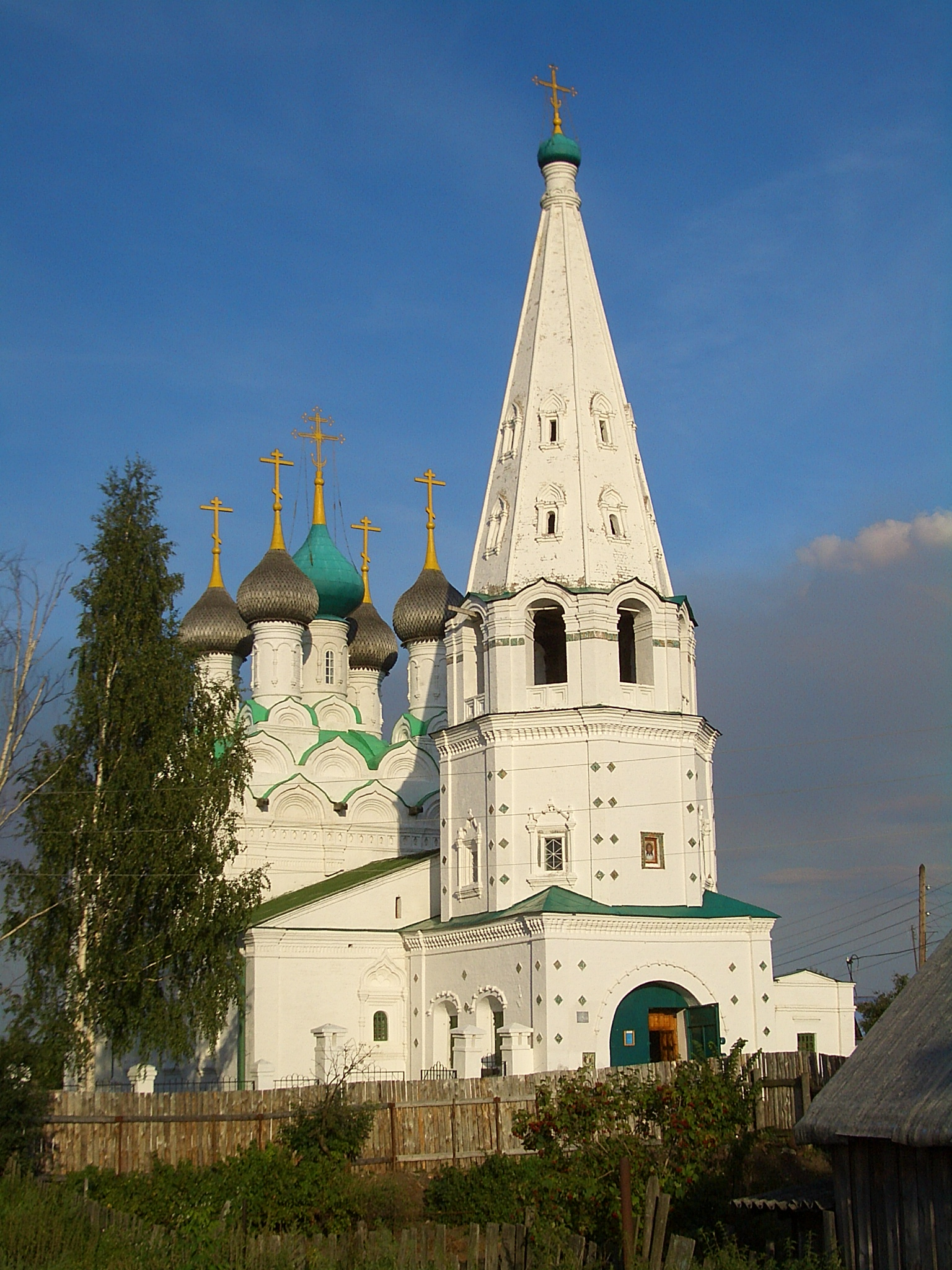
Спасская церковь

- Покровский мужской монастырь — основан в первой половине XVI века, пр. Революции, 17.
  - Никольская шатровая церковь — сооружена в 1552 году по приказу Ивана Грозного в честь взятия Казани, старейшее сохранившееся религиозное сооружение в Нижегородской области.
  - Покровская церковь (середина XVII века, значительно перестроена).
- Спасская (Никитская) церковь (1668), ул. Туполева, 3.
- Храм Рождества Христова, пер. Ленина, 9 — построен в 1674 году на месте деревянного. Являлся частью упразднённого в 1764 году Рождественского женского монастыря.
- Воскресенская церковь (конец XVIII в.), ул. Демьяна Бедного, 26.
- Знаменская (II пол. XVIII в.) и Крестовоздвиженская (I-я пол. XVIII в.) церкви, ул. Дзержинского, 9.

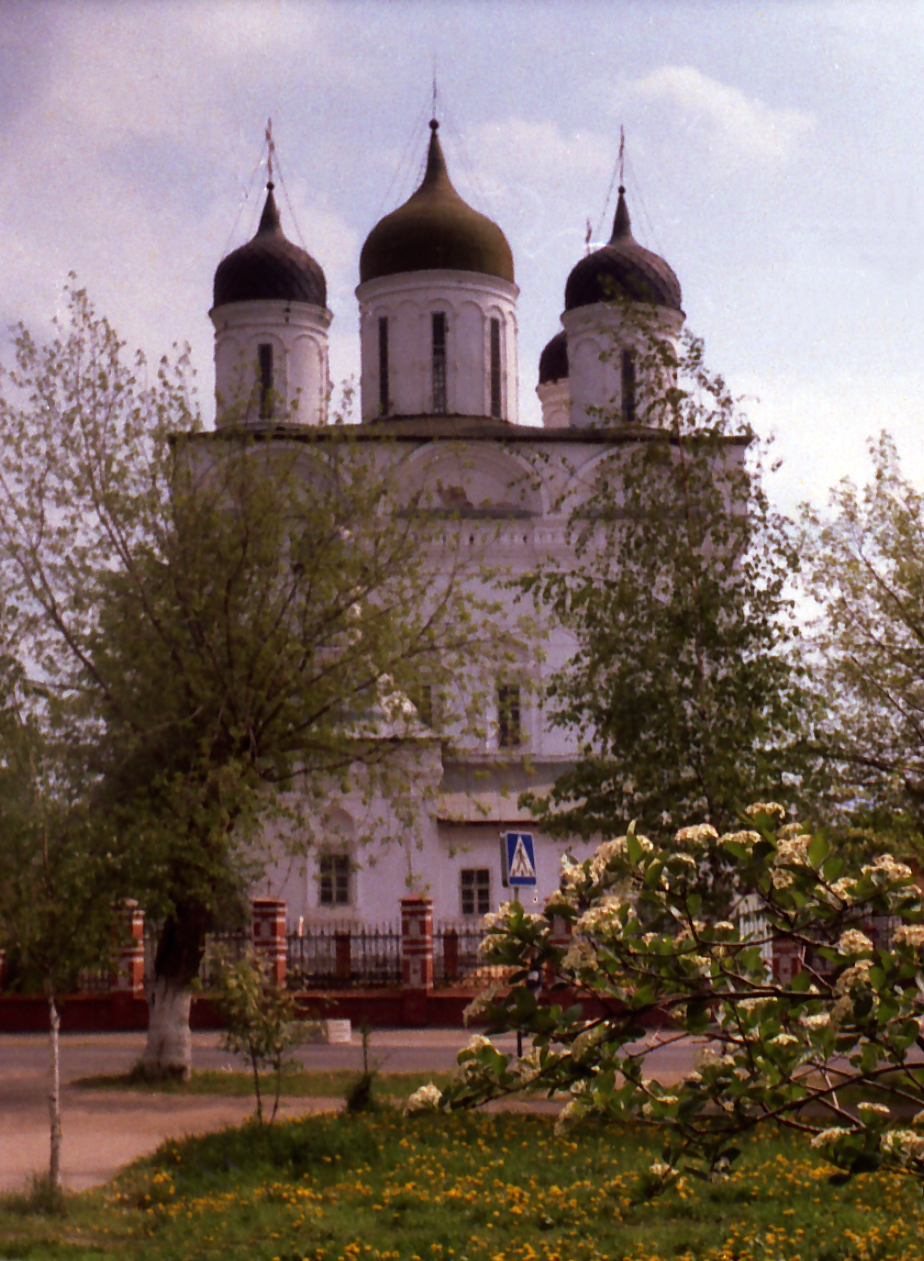
Рождественская церковь

- Троицкая церковь (1784), ул. Рязанова (кладбище).
- Сретенская церковь. Построена в 1807 году, на месте древней церкви, сооружённой по завещанию князя Дмитрия Пожарского. Одна из пяти церквей Нижегородской области, которые не закрывались в советские годы[46].
- Здание присутственных мест (конец XVIII в.), ул. Энгельса, 1а.
- Городская усадьба (конец XVIII — нач. XIX в.), ул. Дзержинского, 41.
- Дом Н. Я. Латухина (XVIII — нач. XIX в.), ул. Дзержинского, 17.
- Жилые дома (I пол. XIX в.), ул. Карла Маркса, 6а, 22.
- Особняк Чарышникова (I пол. XIX — начало XX в.), ул. Целлюлозно-картонного комбината, 15а.
- Дом Серебрянникова (середина XIX в.), ул. Энгельса, 15а.
- Усадьба А. А. Худякова (II пол. XIX в.), ул. Карла Маркса, 30.
- Будка управления механизмом шандор, на объездной дороге.
- Особняк А. А. Плотникова (конец XIX в.), ул. Карла Маркса, 4а.
- Доходный дом (детский сад НИГРЭС) (1907 г.), ул. Дзержинского, 33.
- Школа в НИГРЭС (1920-е гг.), ул. Свердлова, 24а.
- Жилые дома картонной фабрики (1929 г.), ул. Целлюлозно-картонного комбината, 1а, 2а.
- Ансамбль Центральной площади: дом культуры ЦБК, здание пожарного депо, здание школы (1930-е гг.)

## Международное сотрудничество

### Города-побратимы
- Беларусь: Пинск
- Китай: Сюаньчэн